# Millbury (Ohio)
Millbury ist ein Village im Wood County, Ohio, Vereinigte Staaten. Bei der Volkszählung von 2020 lebten 1.193 Einwohner im Ort.

## Geographie
Millbury liegt in der Toledo Metropolitan Area nahe der Stadt Toledo, etwa 25 Kilometer vom Eriesee entfernt. Der Metcalf Field Airport, einer der beiden Flughäfen von Toledo, liegt unmittelbar westlich des Dorfes. Durch den Ort fließt ein Bach namens Henry Creek.

## Geschichte
Millbury entstand im Lake Township, das ab 1844 auf dem Gebiet des Townships Nr. 7 N, Reihe 12 E, gebildet wurde. Bis zum 3. September 1838 hatte das Lake Township zu Perrysburg gehört, ab diesem Zeitpunkt bis zu seiner Gründung als eigene Verwaltungseinheit zum Troy Township.
Die erste Flurkarte von Millbury stammt aus dem Jahr 1864. Die Cleveland and Toledo Railroad unterhielt dort eine Eisenbahnkreuzung, nannte die Gegend Clay Junction und errichtete eine Bahnwärterstation. Die ersten Bahnwärter waren Milo Gage und George Hewitt. 1856, als ein Postamt eingerichtet werden sollte, schlug Hewitt vor, den neuen Ort nach dem Dorf Millbury in Massachusetts zu benennen, da er selbst aus dieser Gegend stammte und später wieder dorthin zurückkehrte. Der Vorschlag der übrigen Bewohner war Mark Lane. Nachdem ein Entscheid durch Münzwurf vereinbart worden war, fiel das Los auf Hewitts Idee. Am 10. September 1874 bekam Millbury den Status eines Village, 1890 hatte die Gemeinde 546 Einwohner.

## Infrastruktur
In Milbury stehen eine Grund- und eine Mittelschule sowie die Lake High School für etwa 500 Schüler zur Verfügung. Es gibt eine Methodistenkirche und eine St. Peters-Kirche der United Church of Christ. Wegen der nahen Großstadt haben sich einige Industriebetriebe angesiedelt. Guardian Industries, ein Hersteller von Spezialglas, betreibt in Millbury ein Werk für die Herstellung von Temperglas.